# Gervino
Gabriel Alejandro Gervino (né le 25 octobre 1964 à Santa Fe, en Argentine) est un joueur de football argentin. Il a joué dans différents clubs argentin et portugais au poste de milieu défensif.

## Carrière
On en connait peu sur le début de carrière de Gervino. Cependant dans sa carrière il évolue en Argentine à l'Argentinos Juniors une saison puis au Club El Porvenir. Par la suite de sa carrière à vingt-six ans il tente une aventure européenne et c'est au Portugal qu'il fait escale.
Pendant la saison 1991-92, il signe au Portimonense SC en faisant une saison pleine en deuxième division. À peine une saison et il s'envole vers un autre club de deuxième division à l'União Leiria. Titulaire indiscutable à son poste, il réalise des grandes saisons à Leiria en inscrivant même sept buts pendant la saison 1993-94. Promu la même saison, il fait donc ses débuts par la suite en première division.
Avec Leiria il évolue des saisons pleines, malgré une saison 1996-97 passée plus sur le banc. Il reste néanmoins à Leiria malgré une relégation pendant la saison 1997-98. Par la suite Gervino  joue dans plusieurs clubs portugais tout en étant titulaire avec le FC Paços de Ferreira, le Olhanense avec qui il dispute la deuxième division.
Par la suite sa carrière régresse ; il dispute la troisième division avec l'AC Marinhense, il y reste seulement une saison avant de finir sa carrière avec le UD Caranguejeira.

## Statistiques
| Saison                | Club                  | Championnat           | Championnat | Championnat | Coupe(s) nationale(s) | Coupe(s) nationale(s) | Compétition(s) continentale(s) | Compétition(s) continentale(s) | Compétition(s) continentale(s) | Total | Total |
| Saison                | Club                  | Division              | M.          | B.          | M.                    | B.                    | Comp.                          | M.                             | B.                             | M.    | B.    |
| 1989-1990             | Argentinos Juniors    | 1                     | -           | -           | -                     | -                     | SS                             | -                              | -                              | 0     | 0     |
| Sous-total            | Sous-total            | Sous-total            | -           | -           | -                     | -                     | -                              | -                              | -                              | 0     | 0     |
| 1990-1991             | Club El Porvenir      | 3                     | -           | -           | -                     | -                     | -                              | -                              | -                              | 0     | 0     |
| Sous-total            | Sous-total            | Sous-total            | -           | -           | -                     | -                     | -                              | -                              | -                              | 0     | 0     |
| 1991-1992             | Portimonense SC       | 2                     | 29          | 4           | -                     | -                     | -                              | -                              | -                              | 29    | 4     |
| Sous-total            | Sous-total            | Sous-total            | 29          | 4           | -                     | -                     | -                              | -                              | -                              | 29    | 4     |
| 1992-1993             | União Leiria          | 2                     | 27          | 3           | -                     | -                     | -                              | -                              | -                              | 27    | 3     |
| 1993-1994             | União Leiria          | 2                     | 32          | 7           | -                     | -                     | -                              | -                              | -                              | 32    | 7     |
| 1994-1995             | União Leiria          | 1                     | 30          | 1           | -                     | -                     | -                              | -                              | -                              | 30    | 1     |
| 1995-1996             | União Leiria          | 1                     | 28          | 1           | -                     | -                     | CI                             | -                              | -                              | 28    | 1     |
| 1996-1997             | União Leiria          | 1                     | 12          | 1           | -                     | -                     | -                              | -                              | -                              | 12    | 1     |
| 1997-1998             | União Leiria          | 2                     | 27          | 1           | -                     | -                     | -                              | -                              | -                              | 27    | 1     |
| Sous-total            | Sous-total            | Sous-total            | 156         | 14          | -                     | -                     | -                              | -                              | -                              | 156   | 14    |
| 1998-1999             | FC Paços de Ferreira  | 2                     | 27          | 2           | -                     | -                     | -                              | -                              | -                              | 27    | 2     |
| 1999-2000             | FC Paços de Ferreira  | 2                     | 22          | 0           | -                     | -                     | -                              | -                              | -                              | 22    | 0     |
| Sous-total            | Sous-total            | Sous-total            | 49          | 2           | -                     | -                     | -                              | -                              | -                              | 49    | 2     |
| 2000-2001             | SC Olhanense          | 3                     | 28          | 0           | -                     | -                     | -                              | -                              | -                              | 28    | 0     |
| Sous-total            | Sous-total            | Sous-total            | 28          | 0           | -                     | -                     | -                              | -                              | -                              | 28    | 0     |
| 2001-2002             | AC Marinhense         | 3                     | 26          | 6           | 1                     | 0                     | -                              | -                              | -                              | 27    | 6     |
| Sous-total            | Sous-total            | Sous-total            | 26          | 6           | 1                     | 0                     | -                              | -                              | -                              | 27    | 6     |
| 2002-2003             | UD Caranguejeira      | 4                     | -           | -           | -                     | -                     | -                              | -                              | -                              | 0     | 0     |
| Sous-total            | Sous-total            | Sous-total            | -           | -           | -                     | -                     | -                              | -                              | -                              | 0     | 0     |
| Total sur la carrière | Total sur la carrière | Total sur la carrière | 288         | 26          | -                     | -                     | -                              | -                              | -                              | 288   | 26    |

## Palmarès
| União Leiria - Championnat du Portugal D2 (1) : - Vainqueur : 1997-98 | FC Paços de Ferreira - Championnat du Portugal D2 (1) : - Vainqueur : 1999-00 |